# Mariposa (Kalifornija)
Mariposa je naseljeno područje za statističke svrhe u američkoj saveznoj državi Kalifornija. Prema popisu stanovništva iz 2010. u njemu je živjelo 2.173 stanovnika.